# صناعة السيارات في الاتحاد السوفيتي

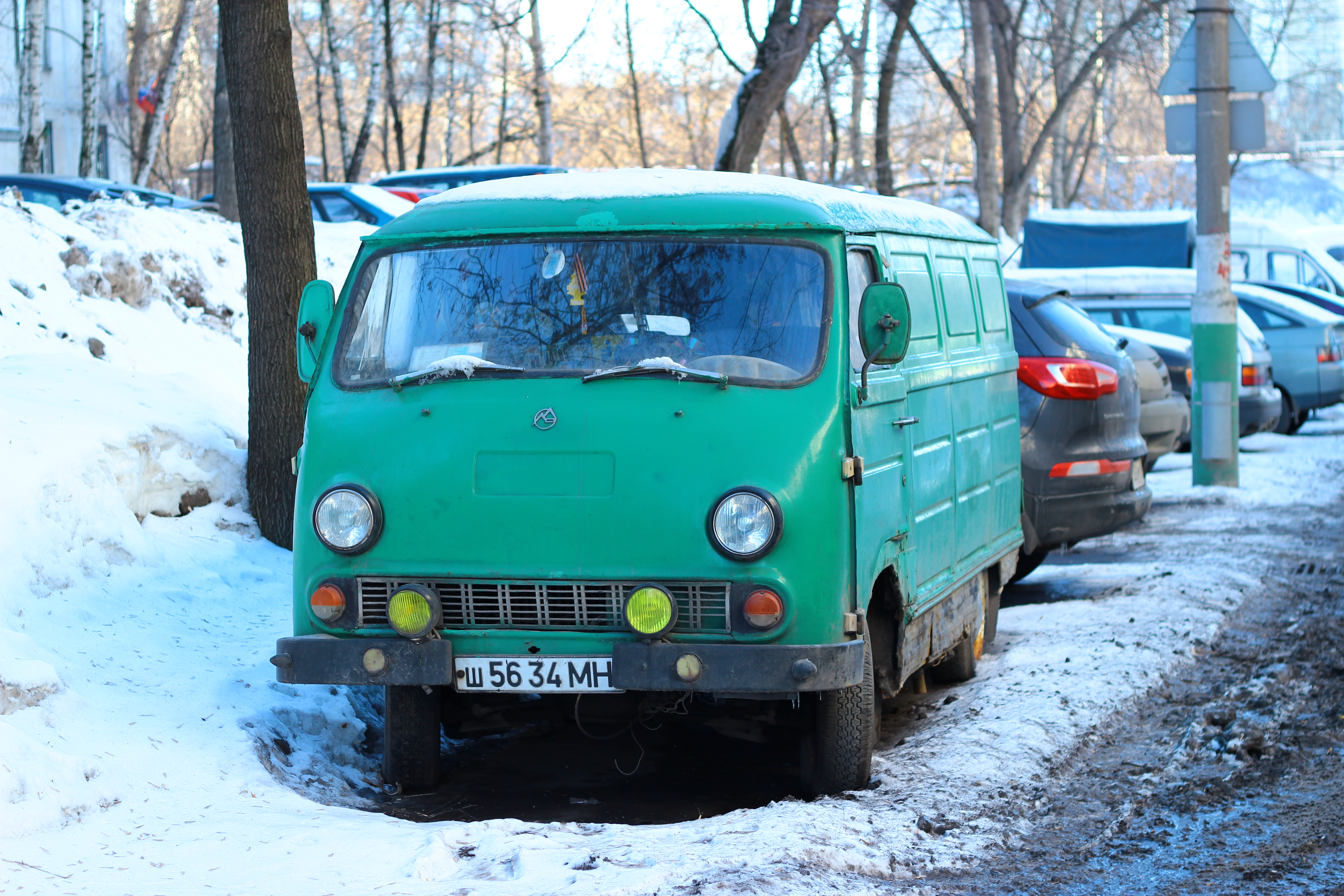
سيارة سوفيتية

امتدت صناعة السيارات في الاتحاد السوفيتي طوال تاريخ الدولة في الفترة من 1929 إلى 1991. وبدأت مع إنشاء مصانع للشاحنات وإعادة تنظيم مصنع المركبات السوفيتية في موسكو في فترة عشرينيات وثلاثينيات القرن العشرين، خلال أول خطة خمسية واستمرت حتى تفكك الاتحاد السوفيتي في عام 1991. وصل إنتاج الاتحاد السوفيتي قبل تفككه 2.1-2.3 مليون مركبة سنويا من جميع الأنواع، وكان سادس (الخامس سابقا) أكبر منتج للمركبات من جميع الأنواع في تسعينيات القرن العشرين. فبذلك احتل المركز التاسع في إنتاج السيارات والثالث في إنتاج الشاحنات والأول في الحافلات .

## معدلات الإنتاج السنوية
| السنة | إجمالي المركبات المنتجة | السيارات المنتجة |
| ----- | ----------------------- | ---------------- |
| 1940  | 145,400                 | 5,500            |
| 1945  | 74,700                  | 5,000            |
| 1947  | 133,000                 | 9,600            |
| 1950  | 362,900                 | 64,600           |
| 1955  | 445,300                 | 107,800          |
| 1958  | 511,100                 | 122,200          |
| 1960  | 523,600                 | 138,800          |
| 1965  | 616,300                 | 201,200          |
| 1970  | 916,000                 | 344,300          |
| 1975  | 1,963,900               | 1,201,200        |
| 1980  | 2,199,000               | 1,327,000        |
| 1985  | 2,247,500               | 1,332,300        |
| 1990  | 2,039,600               | 1,260,200        |